# 2010 FX86
2010 FX86, também escrito como 2010 FX86, é um objeto transnetuniano clássico relativamente brilhante localizado no cinturão de Kuiper, com uma magnitude absoluta de 4,3. Estima-se que este corpo celeste tenha um diâmetro com cerca de 607 km. O astrônomo Mike Brown lista o mesmo como um provável planeta anão.

## Descoberta
2010 FX86 foi descoberto no dia 17 de março de 2010, pelos astrônomos S. S. Sheppard, A. Udalski, I. Soszynski e C. A. Trujillo através do Observatório Las Campanas, no Chile.

## Órbita
A órbita de 2010 FX86 tem uma excentricidade de 0,060 e possui um semieixo maior de 46,969 UA. O seu periélio leva o mesmo a uma distância de 44,159 UA em relação ao Sol e seu afélio a 49,779 UA.